# 科学デジタル質問箱
『科学デジタル質問箱』（かがくデジタルしつもんばこ）は、2000年4月15日から2002年3月30日までNHK教育テレビで放送されていた小学生向けの科学教育番組である。放送時間は毎週土曜日 10:00 - 10:30 （日本標準時）。

## 概要
2010年の東京下町を舞台に、ふたりのCGキャラクターが携帯情報端末を使用した「質問バトル」を展開するという設定であった。質問は視聴者から募集。答え合わせには実際の映像が使われ、ときには専門家が回答することもあった。放送内容は『科学おもしろ質問バトル』の題で書籍化されている (ISBN 978-4309502236)。

## キャスト
井上一樹
声 - 松本保典
通称「かずき」、八百屋の二代目の少年で、みずきに恋心を抱いている 。
花村瑞希
声 - 松井菜桜子
通称「みずき」、あねご肌な少女、かずきとの「不思議バトル」に負けたことがない。
担当声優の松井はエンディングテーマの歌唱も担当した。